# Царина (Алба)
Царина (рум. Țarina) насеље је у Румунији у округу Алба у општини Рошија Монтана. Општина се налази на надморској висини од 979 m.

## Становништво
Према подацима из 2002. године у насељу је живело 169 становника, од којих су сви румунске националности.